# KNCN
KNCN (англ. Kinocilin) – білок, який кодується однойменним геном, розташованим у людей на 1-й хромосомі. Довжина поліпептидного ланцюга білка становить 124 амінокислот, а молекулярна маса — 12 832.
| 10         |  | 20         |  | 30         |  | 40         |  | 50         |
| ---------- |  | ---------- |  | ---------- |  | ---------- |  | ---------- |
| MDIPISSRDF |  | RGLQLACVAL |  | GLVAGSIIIG |  | ISVSKAAAAM |  | GGVFIGAAVL |
| GLLILAYPFL |  | KARFNLDHIL |  | PTIGSLRIHP |  | HPGADHGEGR |  | SSTNGNKEGA |
| RSSLSTVSRT |  | LEKLKPGTRG |  | AEEC       |  |            |  |            |

A: Аланін

C: Цистеїн

D: Аспарагінова кислота

E: Глутамінова кислота

F: Фенілаланін

G: Гліцин

H: Гістидин

I: Ізолейцин

K: Лізин

L: Лейцин

M: Метіонін

N: Аспарагін

P: Пролін

Q: Глутамін

R: Аргінін

S: Серин

T: Треонін

V: Валін

Задіяний у такому біологічному процесі, як альтернативний сплайсинг. 
Локалізований у мембрані.